# Jörg Lindemeier
Jörg Lindemeier (* 30. August 1968 in Windhoek, Südwestafrika) ist ein ehemaliger namibischer Schwimmer und Schwimmtrainer deutscher Herkunft (Deutschnamibier).

## Sportliche Karriere
Lindemeier vertrat Namibia im 100- und 200-Meter-Brustschwimmen bei den Panafrikanischen Spielen 1991, 1995 und 1999, bei den Commonwealth Spielen 1998 und bei den Olympischen Spielen in den Jahren 1992, 1996 und 2000.
Seit 1990 wurde er von Reiner Tylinski trainiert.

## Sportliche Erfolge

### Nationale Rekorde
- 50 m Brust: 29,96 s
- 100 m Brust: 1:04,60 min
- 200 m Brust: 2:23,25 min

### Medaillen
- Gold: Panafrikanische Spiele: 200 m Brust (1991)[2]